# Taraxacum popovii
Taraxacum popovii là một loài thực vật có hoa trong họ Cúc. Loài này được Kovalevsk. ex Vainberg miêu tả khoa học đầu tiên năm 1991.